# Aeroportul McClellan–Palomar
Aeroportul McClellan–Palomar (IATA: CLD, ICAO: KCRQ, FAA LID: CRQ) este un aeroport din California, Statele Unite ale Americii ce deservește zona Carlsbad⁠(d). Aeroportul a fost tranzitat în 2019 de 848 de pasageri.
Situat la o altitudine de 101 m, aeroportul dispune de 1 pistă.

## Infrastructură

### Piste
Aeroportul dispune de o singură pistă. Pista 06/24 are suprafața de asfalt și dimensiunile 4.897 picioare × 150 picioare. 